# Liste der Pflichtspiele zwischen RB Leipzig und Erzgebirge Aue
In der Liste der Pflichtspiele zwischen RB Leipzig und Erzgebirge Aue sind alle Pflichtspiele zwischen den ersten Männermannschaften der Fußballvereine RB Leipzig und Erzgebirge Aue aufgeführt.
Im einzigen Spiel in Aue kam es auf den Tribünen zu Protesten, dabei wurde Red-Bull-Eigner Dietrich Mateschitz in Nazi-Uniform mit dem Kommentar „Aus Österreich nur das Beste für Deutschland“ sowie ein Spruchband mit „Ein Österreicher ruft und ihr folgt blind, wo das endet weiß jedes Kind. Ihr wärt gute Nazis gewesen!“ gezeigt. Aue verhängte daraufhin Stadionverbote. Der Verein wurde vom DFB zu einer Strafe von 35.000 Euro sowie einem Teilausschluss der Fans auf Bewährung verurteilt.
Im März 2019 musste ein Testspiel nach Fanprotesten seitens Aue abgesagt werden.

## Bilanz
Beide Teams gewannen je ein Ligaaufeinandertreffen. Im DFB-Pokal endete das einzige Aufeinandertreffen mit einem Sieg nach Verlängerung von RB Leipzig.
Stand: 19. März 2020
| Wettbewerb            | Spiele | Siege RB Leipzig | Remis | Siege Erzgebirge Aue | Tore |
| --------------------- | ------ | ---------------- | ----- | -------------------- | ---- |
| 2. Fußball-Bundesliga | 2      | 1                | 0     | 1                    | 1:2  |
| DFB-Pokal             | 1      | 1                | 0     | 0                    | 3:1  |
| Gesamt                | 3      | 2                | 0     | 1                    | 4:3  |

## Liste der Ligaspiele
| Nr. | Anlass                                                                         | Datum               | Heim | Gast | Ergebnis  | Austragungsort    | Zuschauer | Schiedsrichter  | Report |
| --- | ------------------------------------------------------------------------------ | ------------------- | ---- | ---- | --------- | ----------------- | --------- | --------------- | ------ |
| 01  | 2. Fußball-Bundesliga 2014/15 – 3. Spieltag                                    | 22. Aug. 2014 18:30 | RBL  | AUE  | 1:0 (1:0) | Red Bull Arena    | 34.273    | Felix Brych     | Report |
|     | Tore: 1:0 Daniel Frahn (3. Min.)                                               |                     |      |      |           |                   |           |                 |        |
| 02  | 2. Fußball-Bundesliga 2014/15 – 20. Spieltag                                   | 6. Feb. 2015 18:30  | AUE  | RBL  | 2:0 (1:0) | Erzgebirgsstadion | 13.600    | Benjamin Cortus | Report |
|     | Tore: 1:0 Selçuk Alibaz (45. Min.), 2:0 Patrick Schönfeld (58. Min., Elfmeter) |                     |      |      |           |                   |           |                 |        |

## Liste der Pokalspiele
| Nr. | Anlass | Datum               | Heim | Gast | Ergebnis             | Austragungsort | Zuschauer | Schiedsrichter | Report |
| --- | --- | ------------------- | ---- | ---- | -------------------- | -------------- | --------- | -------------- | ------ |
| 01  | DFB-Pokal 2014/15 – 2. Runde | 29. Okt. 2014 19:00 | RBL  | AUE  | 3:1 (0:1, 1:1) n. V. | Red Bull Arena | 28.419    | Tobias Stieler | Report |
|     | Tore: 0:1 Lukas Klostermann (20. Min., Eigentor), 1:1 Yussuf Poulsen (90. Min.), 2:1 Dominik Kaiser (97. Min., Elfmeter), 3:1 Terrence Boyd (109. Min.) |                     |      |      |                      |                |           |                |        |

## Spieler, die für beide Vereine aktiv waren
| Name                | Position            | RB Leipzig | Erzgebirge Aue |
| Clemens Fandrich    | Mittelfeld          | 2013–2015  | 2015 2016–2022 |
| Tom Geißler         | Abwehr / Mittelfeld | 2010–2012  | 2006–2008      |
| John-Patrick Strauß | Mittelfeld / Sturm  | 2012–2017  | 2017–2022      |
| Tom Nattermann      | Sturm               | 2009–2015  | 2015–2016      |
| Erik Majetschak     | Mittelfeld          | 2010–2019  | 2019–          |